# Еекірхен
Еекірхен (нім. Ehekirchen) — громада в Німеччині, розташована в землі Баварія. Підпорядковується адміністративному округу Верхня Баварія. Входить до складу району Нойбург-Шробенгаузен.
Площа — 62,79 км2. Населення становить 3816 ос. (станом на 31 грудня 2020).